# バルト (犬)
バルト（英語：Balto）は、アメリカの伝説的な犬ぞりチームのリーダー犬。

## エピソード

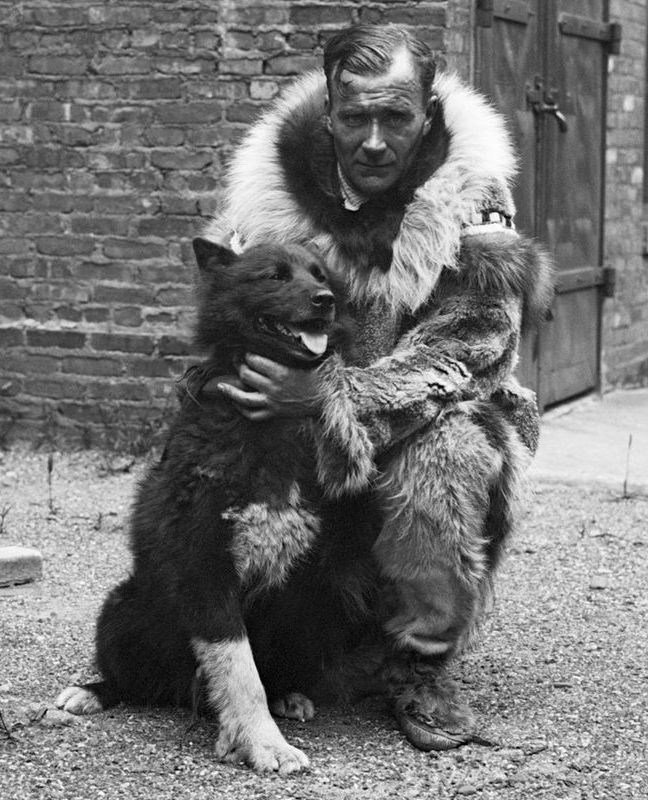
1925年、ガンナー・カーセンと

1925年の冬、アラスカ北端のノーム市にジフテリアが発生し、血清を市に運ぶ必要があった。しかし低気圧の接近のため風速40mの猛吹雪がアメリカからアラスカの陸路を断っていた。そこで救助隊は200頭のイヌぞりチームを作って16頭1チームで100kmをリレーする方法で、全行程1,100kmを輸送し、市民を伝染の危機から救った。
困難を極めたこの行程の、最も困難であり、最も長距離の区間を走りぬいたのはリーダー犬トーゴーのチームであったが、そのチームから血清を受け継ぎ、最後の区間を輸送したチームのリーダー犬がシベリアン・ハスキー（犬種、アラスカン・マラミュートという説もある）のバルトである。その功績を称え、現在ニューヨークのセントラルパークにバルトの銅像がある。
このエピソードは1996年に、スティーヴン・スピルバーグ総指揮、サイモン・ウェルズ監督でユニバーサル・ピクチャーズにより『バルト』というタイトルでアニメーション映画化されている。この映画では最後に「これは実話である」とのテロップが流れるが、アニメではバルトは最初野良犬同然であったり狼との混血であったりと、事実と異なる脚色部分もある。

## バルトを題材とした作品
- 戸川幸夫『オーロラの下で』金の星社 1972年
- バルト (映画) 1995年